# Club Bàsquet Santa Coloma
El Club Bàsquet Santa Coloma (CBSC) és un club català de basquetbol de la ciutat de Santa Coloma de Gramenet.
L'estiu de 1984, l'antic CB Santa Coloma es va fusionar amb el "Licor 43", hereu del Círcol Catòlic de Badalona, qui s'havia traslladat a Santa Coloma uns mesos abans, creant el "BCC Santa Coloma". Aquesta nova entitat ocuparia la llicència federativa a l'ACB, mantenint el patrocini de l'empresa Licor 43.
L'etapa ACB va durar tres temporades. L'equip arriba a classificar-se quart a la lliga i participa l'any següent a la Copa Korac. Una mala temporada, la 85-86, termina amb l'equip «licorer» descendint a Primera B. L'equip professional s'integrà a la secció de bàsquet de l'UDA Gramenet i el CB Santa Coloma continuà la seva tasca dins del bàsquet, des de les categories inferiors i el bàsquet de formació. S'arriba a guanyar la lliga EBA i s'ascendeix a LEB-2 però tot i mantenir la categoria a les pistes, renuncia a la plaça a LEB-2 degut als costos de la categoria als quals no podia fer front el club.
Després de desvincular-se del club de futbol, el CB Santa Coloma recupera l'antic nom i passa a competir a Segona Catalana, ascendint a Copa Catalunya en dos temporades on s'assentà la següent dècada.
El primer equip (Sènior A) competeix actualment (2024-25) a Copa Catalunya. Al seu planter disposa d'una combinació d'allò més interessant de veterans com n'Álex López, en Nil Farré, en Dídac Redondo, en Ferran Arqués o n'Adrià Sánchez, per una banda, i nouvinguts que s'han format durant molts anys al club com en Guillem Rubio, en Miguel Ortiz o n'Arnau Manubens, per l'altra.

## Jugadors històrics

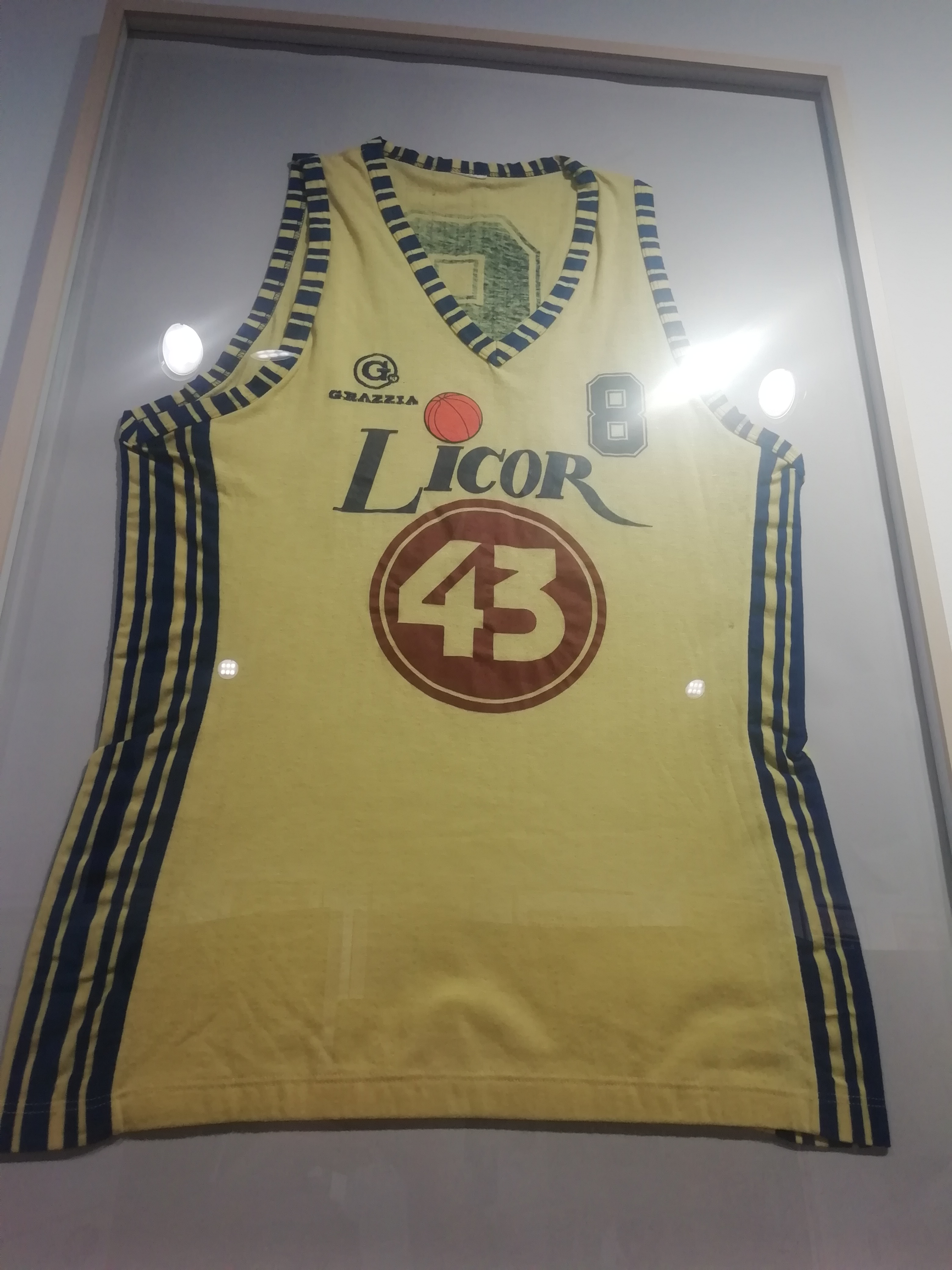
Samarreta de l'equip Licor 43.

- Joaquim Costa[6]
- Xavi Fernàndez[7]
- Mike Phillips[8]
- Jordi Freixanet